# Metycylina
Metycylina – organiczny związek chemiczny, półsyntetyczny antybiotyk beta-laktamowy należący do grupy penicylin o wąskim spektrum działania. W przeciwieństwie do penicylin naturalnych jest oporny na działanie penicylinaz.
Wcześniej był stosowany w leczeniu zakażeń wywołanych przez bakterie wrażliwe na penicyliny, ale wytwarzające penicylinazy (np. szczep MSSA gronkowca złocistego), jednak dziś nie odgrywa znaczącej roli klinicznej, ponieważ został zastąpiony innymi penicylinami półsyntetycznymi takimi jak flukloksacylina czy dikloksacylina. Nadal jest natomiast używany w laboratoriach w celu określenia oporności bakterii na antybiotyki. Mimo utraty zastosowań klinicznych do dziś funkcjonuje termin „gronkowce złociste oporne na metycylinę” (MRSA). Zasadniczą różnicą pomiędzy metycyliną a innymi penicylinami półsyntetycznymi o wąskim spektrum działania jest niemożność podania jej doustnie, ponieważ jest wrażliwa na działanie HCl.
Po raz pierwszy metycylina została opracowana przez firmę farmaceutyczną Beecham w 1959 roku.

## Mechanizm działania
Jest taki sam jak u innych antybiotyków β-laktamowych. Metycylina blokuje aktywność transpeptydaz (PBP) biorących udział w ostatnim etapie syntezy peptydoglikanu ściany komórki bakteryjnej. Lek łączy się z transpeptydazą w jej centrum aktywnym i w ten sposób blokuje jej aktywność. Komórka bakteryjna pozbawiona prawidłowo działającego enzymu nie jest w stanie syntetyzować ściany bakteryjnej i bakteria po jakimś czasie umiera.